# Allied Intelligence Bureau
Das Allied Intelligence Bureau (AIB) war vom 6. Juli 1942 bis 1945 ein Nachrichtendienst der alliierten Streitkräfte im Südwestpazifik und dem amerikanischen General Douglas MacArthur unterstellt.
Die offizielle Mission des AIB bestand sowohl daraus, vor allem Informationen zu sammeln, und wo praktikabel, die Aktionen des Feindes zu sabotieren, seine Moral zu untergraben und Widerstandsgruppen in den besetzten Gebieten zu unterstützen. Die Arbeit wurde allerdings von Anfang an durch Machtkämpfe und Rivalitäten innerhalb der Alliierten behindert. Die Gründung des AIB erfolgte, um seit Frühsommer 1942 stattfindende Spionageaktivitäten zu koordinieren, im Oktober 1942 war sie voll einsatzfähig. Das AIB sammelte militärische Informationen, um sowohl Bomberangriffe zu planen als auch die Position japanischer Einheiten zu bestimmen.
Im April 1943 wurde die Organisation reorganisiert und in fünf Teilorganisationen aufgeteilt. Die Philippines Regional Section war für die Philippinen zuständig. Sie erlangte in kurzer Zeit einen quasi-autonomen Status als rein US-amerikanische Organisation und wurde bis zum Ende des Zweiten Weltkrieges organisatorisch ganz vom AIB abgekoppelt.
Die Verwaltung befand sich in Brisbane. 1945 hatte der Dienst 1659 Mitarbeiter aus Großbritannien und Australien, 1100 Einheimische in den Ländern Asiens, 268 Niederländer und 19 US-Amerikaner.